# Akazu
L'Akazu (maisonnée en kinyarwanda) est le surnom dont les Rwandais désignaient avant 1994 l'entourage proche de Juvénal Habyarimana, président de la république du Rwanda et surtout de son épouse Agathe Habyarimana et des frères de celles-ci, en raison du train de vie et du comportement de ces personnalités. Ce nom désignait dans le Rwanda précolonial le premier cercle de la Cour du Roi.
Ce terme fait ainsi référence au cercle de proches du président Habyarimana, impliqués de différentes manières dans la perpétration du génocide des Tutsi au Rwanda. Plusieurs de ces personnes ont été depuis condamnées du fait de leur implication dans ledit génocide.

## Avant 1994
La population rwandaise soumise à un appauvrissement à la fin des années 1980 acceptait de plus en plus mal les détournements que l'Akazu effectuait à son profit : utilisation du travail traditionnel (l'umaganda) à titre privé, escroquerie de Gebeka consistant à détourner les bénéfices d'un projet de production de lait financé sur fonds publics. En 1988, le colonel Stanislas Mayuya, potentiel successeur du président Habyarimana, dont les prises de position menaçaient l'Akazu, était assassiné, ainsi que son meurtrier et les hommes chargés de l'enquête.
Ces scandales répétés contribuèrent à affaiblir le régime au début des années 1990, déjà confronté à la guerre civile. En août 1992, un proche d'Habyarimana, Christophe Mfizi, démissionna du parti présidentiel, le MRND, en accusant l'Akazu, qu'il appelait « le réseau zéro », d'avoir pris le contrôle de l'État qu'il exploitait pour son propre profit,,. Selon un rapport international de 1993, plusieurs membres de l'entourage du président Habyarimana organisent les massacres, les assassinats
individuels, les affrontements et les perturbations d'activités d'autres partis, qui se développent à partir de 1992.

## Accusation relative au génocide et verdict final
L’Akazu était formé des proches parents et de Habyarimana, qui détenaient les principaux postes ministériels et économiques du pays,. Il se constitue en particulier autour de la Première dame Agathe Habyarimana. En verrouillant strictement le pouvoir et grâce au contrôle étroit exercé à tous les échelons de l'administration, jusqu'au niveau communal, le régime mis en place par l'État aurait grandement facilité le génocide puisque tous les éléments susceptibles de s'opposer au pouvoir central auraient été systématiquement écartés. L'existence de l'Akazu a été reconnue « au-delà de tout doute raisonnable » par une chambre du TPIR.

## Principaux membres de l'Akazu
Les principaux membres de l'Akazu étaient:
- Agathe Habyarimana, la femme du président, n'a jamais été fonctionnaire de l’État ; son cas n'a pas été examiné en justice. Le Conseil d'État français, dans le cadre de l'examen de sa demande d'asile[10], souligne « l'existence de raisons sérieuses de penser [qu'elle] aurait commis un crime au sens du a) de l'article 1er F de la convention de Genève du 28 juillet 1951 relative au statut des réfugiés, alors même qu'elle avait quitté le Rwanda le 9 avril 1994 », en se fondant « sur le rôle central de l'intéressée au sein d'un régime au pouvoir avant le 6 avril 1994 qui avait préparé et planifié le génocide ainsi que sur ses agissements personnels dans la période décisive du déclenchement du génocide entre le 6 et le 9 avril 1994 et sur les liens qu'elle a ensuite continué à entretenir avec les auteurs du génocide ». Il précise que « l'existence de raisons sérieuses de penser que la requérante s'est rendue coupable des agissements qui lui sont reprochés » n'est pas subordonnée au fait qu'elle « n'aurait pas exercé de fonctions officielles et ne ferait pas l'objet de poursuites ».

- Protais Zigiranyirazo, frère d'Agathe Habyarimana et ancien préfet de Ruhengeri jusqu'en 1998[11]. Il a été condamné en première instance à 20 ans de prison pour sa participation aux massacres du 8 avril 1994 sur la colline de Kesho dans la préfecture de Gisenyi et celle d'avoir aidé et encouragé le génocide les 12 et 17 avril 1994 à l'occasion des tueries perpétrées au barrage routier Kiyovu de Kigali. Cette condamnation a été annulée par les juges d'appel le 16 novembre 2009 qui l'ont acquitté. Ils ont en effet estimé que les juges de première instance s'étaient gravement fourvoyés dans leur enquête et que les condamnations portées contre Zigiranyirazo dans ces deux affaires violaient les principes élémentaires et fondamentaux de la justice[12].

- Élie Sagatwa, cousin d'Agathe Habyarimana[13] et secrétaire particulier du président Habyarimana, n’avait pas un poste de décision. Il est mort en même temps que le président dans l’attentat du 6 avril 1994.

- Séraphin Rwabukumba, cousin d'Agathe Habyarimana, était directeur général de la Société la Centrale (importante société d'import de riz) à Kigali en 1994[14].

- Théoneste Bagosora, directeur de cabinet du ministre de la Défense, condamné en 2011 par le TPIR à 30 ans de prison pour génocide et divers crimes commis par ses subordonnés. Il a néanmoins été acquitté du chef d'accusation d'entente en vue de commettre un génocide.

- Félicien Kabuga, homme d’affaires puissant considéré comme le « financier » du régime[15]. Il est arrêté en mai 2020 en France, alors qu'il vivait sous une fausse identité[16].
- Aloys Ntiwiragabo, chef des renseignements militaires rwandais (G2) à partir de 1993 et chef d’état-major adjoint de l’armée rwandaise[17],[18]. Le Tribunal pénal international lui attribue notamment la confection d'une liste des « « ennemis » définis comme « le Tutsi de l’intérieur et de l’extérieur », mais également des opposants ou des personnes considérées comme trop modérées »[17],[19]. Richard Mugenzi, qui travaille au sein du G2, quand ce service de renseignements était dirigé par Ntiwiragabo, le décrit comme un « fanatique »[17]. Valérie Bemeriki, qui travaille à l'époque pour la radio RTLM, qui diffuse des messages appelant à l'élimination des Tutsis[20], le décrit comme l'un des trois principaux intervenants qui « venaient voir le PDG pour lui confier les communiqués à passer »[17]. Mediapart, qui a enquêté sur Aloys Ntiwiragabo, le qualifie de « pilier présumé du génocide des Tutsis », révélant qu'il fait partie des onze individus désignés par le procureur du TPIR comme « [s'étant entendus] entre eux et avec d’autres pour élaborer un plan dans l’intention d’exterminer la population civile tutsi et d’éliminer les membres de l’opposition et de se maintenir au pouvoir. »[17]. Une enquête préliminaire est ouverte le 24 juillet 2020, pour « crimes contre l’humanité » contre Aloys Ntiwiragabo[21],[22],[23].

- Pauline Nyiramasuhuko, ministre de la Famille et de la Condition féminine au sein du gouvernement intérimaire[24]. Reconnue coupable de génocide, crimes contre l'humanité et violations graves à l'article 3 commun aux Conventions de Genève et au Protocole II, elle est condamnée en 2011 par le TPIR à la prison à perpétuité[25], en particulier pour avoir incité les interahamwe à violer et tuer les femmes Tutsi[26]. Le verdict de culpabilité est confirmé en appel mais sa peine est réduite à 47 années d’emprisonnement en 2015 en raison de la violation du droit à être jugé dans un délai raisonnable[27].